# Roštún
Roštún je národní přírodní rezervace v Malých Karpatech. Nachází se v katastrálním území obcí Plavecké Podhradie a Sološnica v okrese Malacky v Bratislavském kraji na Slovensku. Vyhlášená byla v roce 1953 a její rozloha je 333,31 hektaru. Předmětem ochrany jsou krasové jevy a zachovalá lesní společenstva Malých Karpat na vrchu Vápenná. Rezervace je součástí geomorfologického podcelku Pezinské Karpaty.